# Лонг Лејк (Минесота)
Лонг Лејк (енгл. Long Lake) град је у америчкој савезној држави Минесота.

## Демографија
По попису из 2010. године број становника је 1.768, што је 74 (-4,0%) становника мање него 2000. године.
| Група             | 2000.         | 2010.         |
| Белци             | 1.773 (96,3%) | 1.610 (91,1%) |
| Афроамериканци    | 24 (1,3%)     | 23 (1,3%)     |
| Азијати           | 9 (0,5%)      | 21 (1,2%)     |
| Хиспаноамериканци | 21 (1,1%)     | 71 (4,0%)     |
| Укупно            | 1.842         | 1.768         |